# Mohlo by to bejt nebe…
Mohlo by to bejt nebe… je deváté studiové album českého zpěváka Michala Prokopa a skupiny Framus Five. Nahrávání probíhalo od června 2020. Desku vydal Supraphon 28. května 2021 ve formě kompaktního disku a vinylového dvojalba LP, které navíc obsahovalo kód pro stažení MP3 souborů. Mezi třináct skladeb byla zahrnuta bonusová píseň „Svět naruby“ ze hry Balada z hadrů, jež na LP vytvořila čtvrtou stranu.
Žánrově i textově vícevrstevnatá deska představuje návrat k hudebním kořenům Michala Prokopa, s částečným využitím starších textů a melodií vycházejících z jazzu, blues, rocku, soulu až k písničkářství. Na počátku června 2021 album vystoupalo na vrchol české albové hitparády IFPI. Křest proběhl na srpnovém festivalu Krásný ztráty 2021 ve Všeticích.

## Pozadí vzniku
Impulsem k tvorbě desky se pro Michala Prokopa stalo setkání s copywritrem Tomášem Rorečkem, s nímž zasedl v dozorčí radě spolku OSA. Zpěváka zaujal jeho text „Věnování“ na způsob dada, jenž pro něj sehrál roli iniciačního momentu. Michal Bulíř napsal slova ke třem skladbám „Prstoklad“, „Pomoz mi“ a „Libeňská“, nejvyššímu počtu na desce, která začala vznikat od konce roku 2018. Její finalizace vyvrcholila během období covidové pandemie v letech 2020 a 2021. Ve větší sestavě se hudebníci potkali v hloubětínském studiu Filipa Benešovského během dvou červnových dnů v roce 2020. Následně již nahrávali své party odděleně, včetně domácích projekcí. Zvukové stopy byly dodatečně zmixovány ve Fat Dog Studiu Pavla Marcela na Karlštejně.
Úvodní skladbu „Nebe anebo cesta do pekel“ napsal lékař Milan Šašek, který se vrátil do Česka z několikadesetiletého exilu ve Spojených státech. Americky orientovaný text o zesilovačích, pochromovaných kárách, alkoholu a jointech byl původně v angličtině určený pro americkou skupinu. Prokop jej doplnil bluesovou hudbou, která podle něho otevírá brány do světa hudby. Stejně tak otevřela i album. Skladba Martina Němce „Hoří Notre Dame“ byla nejdříve Prokopovi nabídnuta ve formě duetu s Ivou Marešovou na desku skupiny Precedens. Poté co nebyla využita ji Prokop nazpíval v upravené verzi na svém albu.
Titulní singl „Má vlast“ vyšel již v dubnu 2021. Báseň Jiřího Žáčka vydaná roku 2009 ve sbírce Třetí poločas se stala kritickou výpovědí doby s protestním nádechem. Videoklip k písni natočil Michal Skořepa. Vilma Cibulková v něm ztvárnila omšelou slovanskou bohyni Vesnu, hyperbolu na poničenou českou zemi, která shromažďuje artefakty z minulosti – německou pistoli Luger, meč či přilbici z třicetileté války, a odváží je na Prokopovo smetiště.
Slova Pavla Šruta k jazzově laděné skladbě „So long“ nalezl Prokop ve svém archivu. Jednalo se o jejich první spolupráci od roku 1986 a zároveň variaci na Leonarda Cohena, opatřenou původně instrumentální hudbou z dříve vydané nahrávky Luboše Andršta. Druhou autorskou Andrštovou skladbou se stala zapomenutá píseň z roku 1988 „Neříkej“, na níž si kytarista již nepamatoval. Prokop ji náhodně objevil v živém vystoupení televizního archivu při přípravě dokumentu České televize o své osobě Až si pro mě přijdou…. Opravena byla informace k autorství textu, když se zjistilo, že ji namísto v minulosti uváděného Zdeňka Rytíře napsal Jan Burian. Vážná zdravotní indispozice z listopadu 2020 však Andrštovi zabránila nahrát kytarový part a dále pokračovat na tvorbě desky. Ve skladbě „Neříkej“ jej tak nahradil Michal Pavlíček a na zbytku alba zvukař Pavel Marcel, spolupracující s Framus Five od roku 2005. Andršt se svým kytarovým doprovodem podílel jen na skladbách „Má vlast“ a „So long“, respektive stihl vytvořit aranžmá čtyř písní.
Bonusová coververze šlágru „Svět naruby“ od autorské trojice Werich, Voskovec a Ježek z roku 1935 vznikla z podnětu hudebního publicisty Josefa Vlčka, jemuž se zdál obsah v covidové době opět aktuální. Prokop skladbu nahrál již v roce 1969 jako svou první česky nazpívanou píseň. Tehdy se stala součástí posledního vysílání hitparády Dvanáct na houpačce z 30. března 1969, kdy byl rozhlasový žebříček cenzory zrušen. V novém aranžmá Andršt skladbu vystavěl na souznění kytary Pavla Marcela, odkazujícího na Djanga Reinhardta, s houslemi Jana Hrubého v grappelliho stylu.
Na grafické úpravě alba se podíleli Karel Haloun s Luďkem Kubíkem (studio 3). Fotografie zelené přírody symbolizují věčný koloběh měnícího se života.

## Seznam skladeb
| Pořadí | Název                     | Hudba          | Text                      | Délka |
| ------ | ------------------------- | -------------- | ------------------------- | ----- |
| 1.     | Nebe anebo cesta do pekel | Michal Prokop  | Milan Šašek               | 4:03  |
| 2.     | So long                   | Luboš Andršt   | Pavel Šrut                | 5:09  |
| 3.     | Prstoklad                 | Prokop         | Michal Bulíř              | 3:33  |
| 4.     | Pomoz mi                  | Prokop         | Bulíř                     | 4:54  |
| 5.     | Věnování                  | Prokop         | Tomáš Roreček             | 4:31  |
| 6.     | Hoří Notre Dame           | Martin Němec   | Martin Němec              | 3:12  |
| 7.     | Libeňská                  | Prokop         | Bulíř                     | 4:49  |
| 8.     | Last Minute Man           | Petr Skoumal   | Šrut                      | 4:45  |
| 9.     | Secret Song               | Jan Hrubý      | Roreček                   | 4:08  |
| 10.    | Má vlast                  | Prokop         | Jiří Žáček                | 4:40  |
| 11.    | Neříkej                   | Andršt         | Jan Burian                | 5:08  |
| 12.    | Deštník                   | Prokop         | Jan Lacina                | 2:24  |
| 13.    | Svět naruby               | Jaroslav Ježek | Jan Werich, Jiří Voskovec | 3:13  |